# Hrabstwo Richmond (Georgia)

Piramida wieku hrabstwa

Hrabstwo Richmond (ang. Richmond County) – hrabstwo w stanie Georgia w Stanach Zjednoczonych. Jego siedzibą administracyjną jest Augusta.

## Historia
Stolica hrabstwa Augusta jest drugim w historii miastem założonym na terenie stanu i drugim co do wielkości. Osada została założona w 1736 przez brytyjskiego generała Jamesa Oglethorpe, i nazwana na cześć narzeczonej Fryderyka Ludwika, księcia Walii. Miasto było początkowo brytyjskim ośrodkiem handlowym. W 1747 Augusta stała się drugim co do wielkości na świecie ośrodkiem handlu bawełny. 5 lutego 1777 hrabstwo zostało inkorporowane. W latach 1785-1795 miasto było stolicą stanu.
W 1996 doszło do zjednoczenia dotychczasowego hrabstwa z miastem Augusta.

## Geografia
Według spisu z 2000 roku obszar całkowity hrabstwa obejmuje powierzchnię 328,45 mil2 (850,68 km²), z czego  324,04 mil2 (839,26 km²) stanowią lądy, a 4,41 mil2 (11,42 km²) stanowią wody.

### Miejscowości
- Augusta
- Blythe
- Hephzibah

### Sąsiednie hrabstwa
- Hrabstwo Edgefield, Karolina Południowa (północ)
- Hrabstwo Aiken, Karolina Południowa (północny wschód)
- Hrabstwo Burke, Georgia (południe)
- Hrabstwo Jefferson, Georgia (południowy zachód)
- Hrabstwo McDuffie, Georgia (zachód)
- Hrabstwo Columbia, Georgia (północny zachód)

## Demografia
Według spisu z 2020 roku liczy 206,6 tys. mieszkańców, co oznacza wzrost o 3% w porównaniu z poprzednim spisem z roku 2010. Według danych pięcioletnich z 2021 roku 58,9% to czarnoskórzy lub Afroamerykanie, 35,9% biali (32,2% nie licząc Latynosów), 2,9% Azjaci, 1,8% miało rasę mieszaną, 0,4% to rdzenna ludność Ameryki i 0,3% pochodziło z wysp Pacyfiku. Latynosi stanowili 5,5% populacji hrabstwa.
Poza osobami pochodzenia afroamerykańskiego, do największych grup należały osoby pochodzenia „amerykańskiego” (6,5%), angielskiego (4,3%), niemieckiego (4,2%), irlandzkiego (3,6%), portorykańskiego (1,9%), meksykańskiego (1,6%), szkockiego lub szkocko–irlandzkiego (1,5%) i afrykańskiego (1,3%).

## Religia
W krajobrazie religijnym hrabstwa przeważają społeczności protestanckie. W 2020 roku najwyższe członkostwo deklarują: baptyści (22,4%), bezdenominacyjne zbory ewangelikalne (7%), metodyści (6%) i katolicy (5%). Największe niechrześcijańskie religie, to: świadkowie Jehowy (1,2%), buddyści (0,76%), hinduiści (0,73%), muzułmanie (0,62%), mormoni (0,59%) i żydzi (0,37%). 

## Polityka
Hrabstwo jest przeważająco demokratyczne, gdzie w wyborach prezydenckich w 2020 roku, 67,9% głosów otrzymał Joe Biden i 30,8% przypadło dla Donalda Trumpa.